# 정의석
정의석(1982년 6월 5일~)은 대한민국의 뮤지션이며 록 밴드 네미시스의 드러머이다.
네미시스의 음악을 힘 있고 역동적으로 만들어 주는 파워 드러머로 더블베이스 플레이에 능한 정확하고 정교한 연주력을 가지고 있으며 팀의 음악을 항상 안정적이며 탄탄하게 해주는 네미시스의 지주이다.
1997년 5월, 밴드 이름을 짓고 멤버들을 모아 밴드를 만든 장본인으로 밴드를 정비하며 하세빈에게 리더를 양도하기 전까지 결성 초기 리더로 활동했다. 네미시스의 공연이 있으면 어디든 멤버들을 태우고 찾아가며 어떤 네미시스의 공연이건 무대에서 완벽한 사운드를 낼 수 있도록 든든히 받혀주고 원활한 연습이 이루어지도록 멤버들을 독려하는 네미시스의 버팀목이다.

## 음악 색깔
멜로딕 스피드 메탈 성향을 가지고 있으며 Helloween, Stratovarius, Dream Theater등을 좋아한다. 네미시스 음악에서 느껴지는 격정과 몰아치는 힘은 정의석의 파워 드럼에서 나오고 있다. 정의석은 “드럼은 타악기라서 다른 악기들이 드럼에 맞춰야지 라는 생각을 가지고 있다”고 말했고 멤버들 역시 연주의 시작은 드럼부터라는 전제로 기본에 충실한 음악을 하고 있다고 밝혔다. 네미시스는 드럼 쪽의 비트는 상당히 강하게 가며 멜로디는 서정적인 음악을 추구하고 있으며 네미시스의 멜로디 라인이 피아노의 선율의 바탕으로 보컬의 음색이 완성시키고 있다면, 네미시스의 리듬 라인은 파워넘치는 '질주하는 드럼 비트'의 주도로 연주 조합을 완성시키고 있다.

## 밴드 이름
정의석은 고등학교 재학시절, 영어 공부를 위해 사전을 넘겨보다 우연히 Nemesis 라는 단어를 보게 되었고 이 단어의 '이기지 못할 상대'라는 뜻이 마음에 들어 네미시스로 밴드이름을 정하였다. 이후 정의석은 한자 이름 ‘來美示秀’를 만들었으며, '이기지 못할 강한 상대'는“자신이 이루고 싶은 곳까지 가지 못하게 하는 것”이라 생각한다고 인터뷰에서 밝혔다.